# Jorge Góngora
Jorge Góngora (ur. 12 października 1906, zm. 25 czerwca 1999) – peruwiański piłkarz, reprezentant kraju, grający na pozycji napastnika.

## Kariera piłkarska
Góngora przygodę z piłką rozpoczął w 1928 w zespole Universitario de Deportes. Już w pierwszym sezonie sięgnął z drużyną po mistrzostwo Primera División Peruana. Przez 4 lata wystąpił w 47 meczach Universitario, w których 23 razy pokonywał bramkarzy rywali. Po krótkim epizodzie w Audax Italiano, w 1933 dołączył do Unión Española. 
Karierę piłkarską zakończył w 1939 w Club Universidad de Chile, dla którego w 10 spotkaniach strzelił 3 bramki. 

## Kariera reprezentacyjna
Góngora w reprezentacji zadebiutował 3 listopada 1929 w przegranym 0:3 spotkaniu z Argentyną, rozgrywanym w ramach Copa América 1929. 
W 1930 został powołany przez trenera Francisco Bru na Mistrzostwa Świata. Podczas urugwajskiego turnieju nie zagrał jednak w żadnym spotkaniu. Drugi i zarazem ostatni mecz w drużynie narodowej rozegrał 20 stycznia 1935 podczas Copa América 1935. Przeciwnikiem była również Argentyna, a mecz zakończył się wynikiem 1:4 dla Albicelestes. Peru zakończyło mistrzostwa na 3. miejscu. 
| Mecze i gole w reprezentacji | Mecze i gole w reprezentacji | Mecze i gole w reprezentacji | Mecze i gole w reprezentacji | Mecze i gole w reprezentacji | Mecze i gole w reprezentacji | Mecze i gole w reprezentacji |
| #                            | Data                         | Miasto                       | Przeciwnik                   | Gol                          | Wynik                        | Rozgrywki                    |
| ---------------------------- | ---------------------------- | ---------------------------- | ---------------------------- | ---------------------------- | ---------------------------- | ---------------------------- |
| 1.                           | 03.11.1929                   | Buenos Aires                 | Argentyna                    |                              | 0:3                          | Copa América 1929            |
| 2.                           | 20.01.1935                   | Lima                         | Argentyna                    |                              | 1:4                          | Copa América 1935            |

## Sukcesy
Peru
- Copa América (1): 1935 (3. miejsce)

Universitario de Deportes
- Mistrzostwo Primera División Peruana (1): 1929